# Хортица (Черниговская область)
Хо́ртица (укр. Хортиця) – село, расположенное на территории Варвинского района Черниговской области (Украина). Расположено на реке Варва, у её истоков.

## История
В 1862 году на владельческом хуторе Хо́ртица было 4 двора где проживало 23 человека (12 мужского и 11 женского пола)
В 1911 году на хуторе Хо́ртица проживало 80 человек (37 мужского и 43 женского пола) .
Согласно переписи УССР 1989 года чиселеность наявного населения села составила 77 человек, из них 37 мужчин и 40 женщин.

По переписи населения Украины 2001 года в селе жило 46 человек.